# Kvaddans

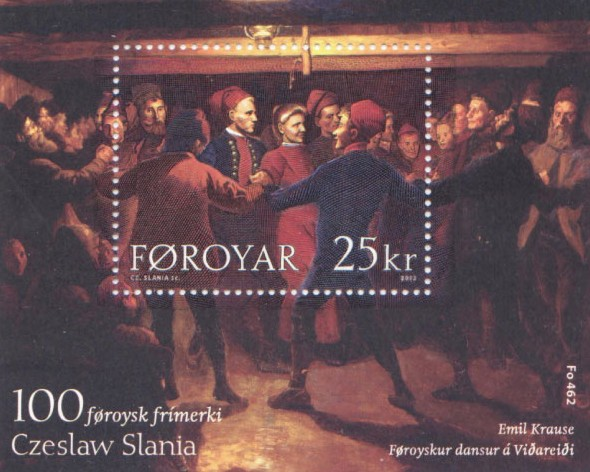
Kvaddans i Viðareiði, Emil Krause 1904.

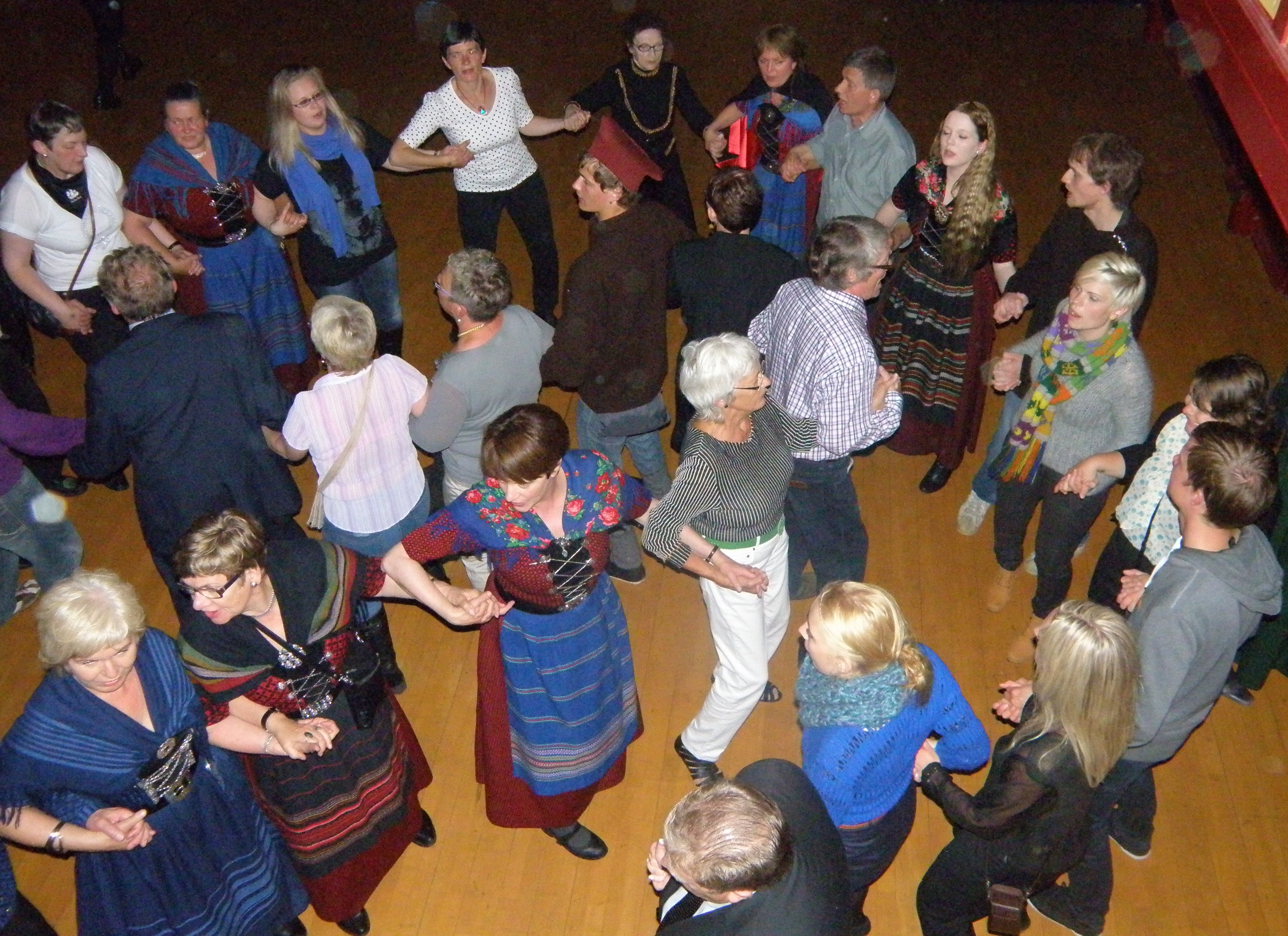
Kvaddans dansas i Sjónleikarhúsinum i Tórshavn.

Kvaddans, färöiska kvaðdansur (där -ur är en maskulin nominativändelse), I Sverige kallad ”balladdans”, är en dans som är unik för Färöarna.

## Dansens utförande
Den dansas till gemensam sång utan ackompanjemang. Kvaddansen rör sig medsols i rummet med två steg åt vänster och ett åt höger (branlesteg) men har inte formen av ringdans utan danskedjan slingrar sig och fyller upp hela golvytan. Män och kvinnor blandas fritt i kedjan. De dansande håller varandra i händerna eller i armkrok, eller i en dubbelfattning där man både håller hand och armkrok. Dansstegen koordineras med accenterna i sången, ibland i ett relativt komplicerat mönster.

## Sång
De sånger som sjunges kallas kvad eller medeltida ballader. Beteckningen kvad kommer av kväda, ett äldre ord för att sjunga. En försångare leder sång och dans, och de övriga deltagarna stämmer in i omkvädet.

## Historia
Kvaddansen har liksom de så kallade medeltida balladerna ett ursprung flera hundra år tillbaka i tiden. Dansen är en variant av den europeiska branle (en kedje- eller ringdans med två steg åt ena hållet och ett steg åt det andra). Den dansas fortfarande, främst i dansföreningar, vid flera av årets högtider på Färöarna.
Olika former av sång till dans har varit vanligt i Skandinavien liksom i stora delar av världen. Sånglekar dansades ursprungligen av unga vuxna liksom dansen till balladen.

## Historia i Sverige
Det finns inget fullt säkert källmaterial kring just balladdans eller kvaddans i Sverige, utan knapphändiga källor som säger att någon form av dans har utövats. Den balladdans som utövas i Sverige idag är ett revivalfenomen; den färöiska dansen har inspirerat till efterföljd. Folkvisedanslaget i Sverige grundades 1905, och balladdans dansas i begränsad omfattning på träffar för folkmusik som Korröfestivalen.
Vid balladdans i Sverige används oftast ett urval mer eller mindre bearbetade, huvudsakligen svenska varianter av balladtexter och melodier. Folkevisedanslaget utgav 1918 ett häfte med ”kväden och folkvisor”, och utgav en utökad upplaga 1938, vilken även innehöll sånger som enbart skulle sjungas. År 2023 utgav folkvisedanslaget en ny vissamling, Den dansen går väl…, som enbart innehåller ballader ämnade för dans. Eftersom svenska ”folkvisor” vid upptecknandet bara var sjungna hade upptecknad melodi i något fall fått 3/4 takt, vilket ändras till 4/4 idag.

## Karaktär
Dansen har tre bärande element:
- Långa visor med berättande text och många verser; de dansande lever sig ofta in i handlingen.
- Kedjedans eller ringdans i sidled med branlesteg (två steg åt vänster, ett åt höger) som dansas medsols.
- Sång med omkväde. Sången leds i allmänhet av en skipare (försångare tillika dansledare), medan de dansande sjunger omkvädet tillsammans.

De dansande upplever ofta en koncentrerad närvaro under dansen, och rytm, stämmor och intensitet förändras ofta vid dramatiska partier i texten.

## Färöiska sångtexter
De färöiska kvaddanstexterna kan indelas i tre huvudgrupper: färöiskt kvad, danska visor (ballader) och färöisk tättir. De danska visorna kom till Färöarna i form av tryckta folkvisor på 1600-talet. De färöiska visorna är betydligt äldre och har liksom den isländska litteraturen levt som muntlig litteratur, och nedtecknades för första gången vid 1700-talets slut. Den mest kända boken är Sandoyarbók med 93 visor, som skrevs ned mellan 1821 och 1831 av Johannes Klemmesen (även kallad Jóannes Króki).